# غضروف حلقي
الغُضْرُوف الحَلْقي (بالإنجليزية: Cricoid cartilage)‏ هو الغضروف الوحيد من بين الغضاريف الموجودة حول القصبة الهوائية الذي يشكل حلقة كاملة. ويُشكل الجزء الخلفي من صندوق الصوت، ويعمل كموقع اتصال للعضلات، والغضاريف، والأربطة المعنية بفتح وإغلاق مجرى الهواء وإنتاج الكلام.

## التركيب

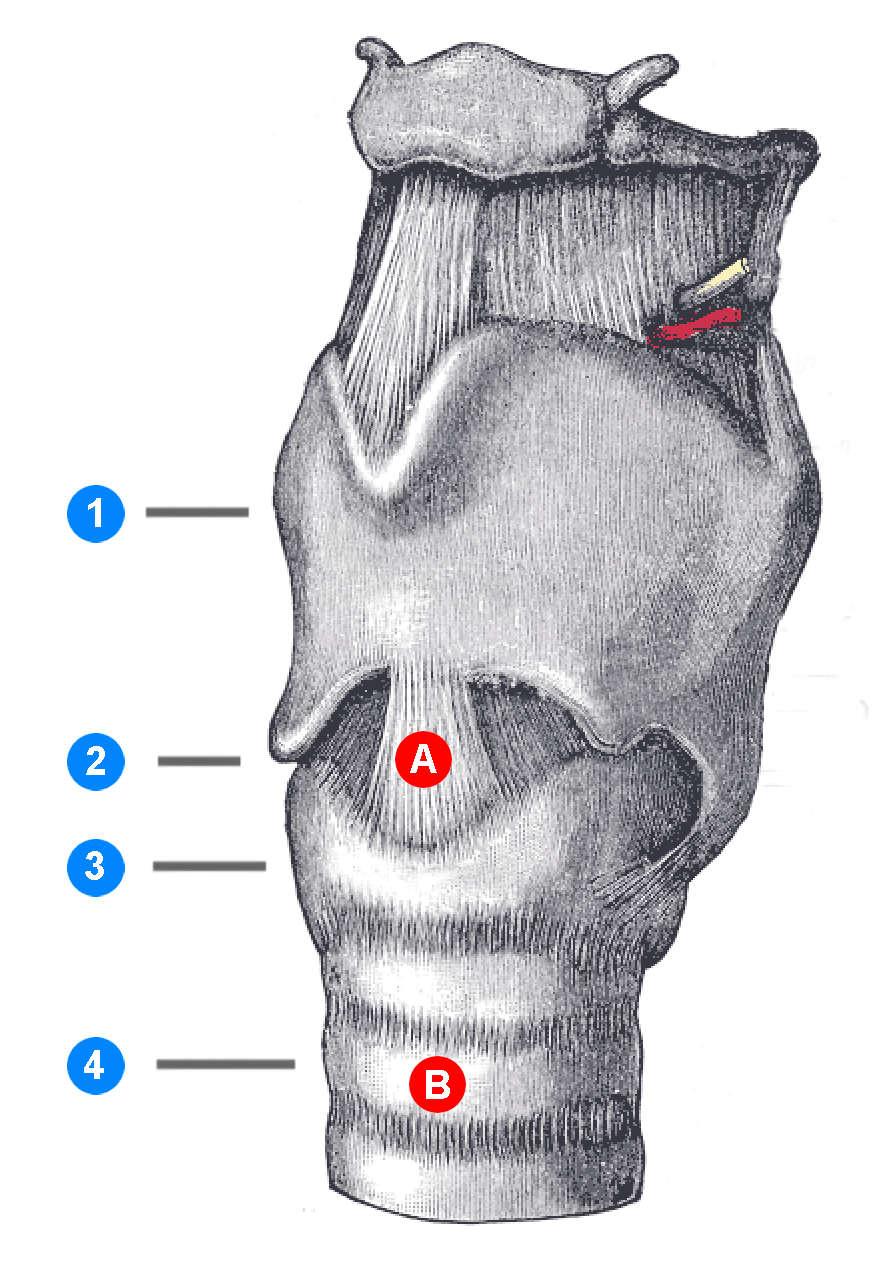
(1) الغضروف الدرقي
(2) الرباط الحلقي الدرقي
(3) الغضروف الحلقي
(4) القصبة الهوائية
(A) موضع بضع الغضروف الحلقي الدرقي (جراحة)
(B) موضع ثقب القصبة الهوائية (جراحة)

يقع الغضروف الحلقي أسفل الغضروف الدرقي مباشرة في الرقبة عند مستوى الفقرة العنقية السادسة، وينضم إليه من الناحية الإنسية الرباط الحلقي الدرقي الوسطي، والمفصل الحلقي الدرقي من الناحية الجانبية الخلفية، بينما توجد أسفله حلقات غضروفية حول القصبة الهوائية (على شكل حرف C مع وجود فجوة خلفية). وتتصل تلك الحلقة إلى حلقة القصبة الهوائية الأولى بواسطة الرباط الحلقي الرغامي، ويمكن الشعور بذلك بين الغضروف الدرقى الصلب والغضروف الحلقي الأكثر صلابة.
ويرتبط أيضا تشريحيا إلى الغدة الدرقية، حيث تقع الغدة الدرقية أمام الغضروف الحلقي، ويمتد فصّاها إلى الغضروف الدرقي، بينما يمر برزخها تحت الغضروف الحلقي.
الجزء الخلفي من الغضروف الحلقي أوسع قليلا من الأجزاء الأمامية والجانبية، ويسمى الصفيحة، في حين أن الجزء الأمامي هو الحزام، وقد يكون هذا هو السبب في المقارنة المشتركة بين الغضروف الحلقي والخاتم.

### تكوينه
يتكون من غضروف زجاجي، وبالتالي يمكن أن يصبح متكلس أو حتى متعظم، ولا سيما في سن الشيخوخة.

## الوظيفة
للغضروف الحلقي دور مهم، إذ أنه يشكل مرتكز العضلات، والغضاريف، والأربطة التي تفتح وتغلق القصبة الهوائية، والمتعلقة بإصدار الصوت.

## الأهمية الإكلنيكية
عند تنبيب المريض تحت التخدير العام قبل الجراحة، يقوم طبيب التخدير بالضغط على الغضروف الحلقي لضغط المريء خلفه؛ وذلك لمنع حدوث الارتجاع المعوي، ويعرف ذلك باسم مناورة سيليك. وعادة ما يتم تطبيق هذه المناورة فقط خلال تقنية التنبيب السريع، وهي تقنية تحريضية محفوظة لأولئك المعرضين لخطر الشفط بنسبة كبيرة.
واعتُبِرت مناورة سيليك أساس الرعاية خلال الحث التسلسلي السريع أو التنبيب السريع لسنوات عديدة. وما زالت جمعية القلب الأمريكية تدافع عن استخدام الضغط الحلقي أثناء الإنعاش باستخدام قناع الحقيبة الصمامي، وخلال التنبيب الرغامي الفموي الطارئ. ومع ذلك، فإن الأبحاث الحديثة تشير بشكل متزايد إلى أن ضغط الغضروف الحلقي قد لا يكون مفيدا كما كان يُعتقد من قبل. وكانت المقالة الأولية من قِبَل سيليك مبنية على حجم صغير من العينة في وقت كانت فيه الحجم المدي العالي، وتوجيه الرأس للأسفل، والتخدير بالباربيتوريت هو الأساس.
غالبا ما يتم تطبيق ضغط الغضروف الحلقي بشكل غير صحيح. وقد يغير الضغط مكان المريء في كثير من الأحيان بدلاً من ضغطه كما وصفه سيليك، أظهرت العديد من الدراسات درجة ما من انضغاط مزمار الحنجرة، وانخفاض الحجم المدي، وزيادة ضغوط الذروة. واستنادا إلى الأدبيات الحالية، فإن التوصية الواسعة الانتشار بتطبيق تلك المناورة خلال كل عملية تنبيب متسلسل سريع يتم التخلي عنها سريعا.
قد يسبب الارتجاع المعدي شفط رئوي بسبب التخدير العام، الذي يمكن أن يسبب استرخاء العضلة العاصرة المعوية، مما يسمح لمحتويات المعدة بالارتفاع من خلال المريء إلى القصبة الهوائية.
يمكن إجراء استئصال الغضروف الحلقي في أي جزء منه أو كله، ويتم ذلك عادة لتخفيف الانسداد داخل القصبة الهوائية.
ويمكن رؤية كسور الغضروف الحلقي بعد الخنق اليدوي.

## صور إضافية

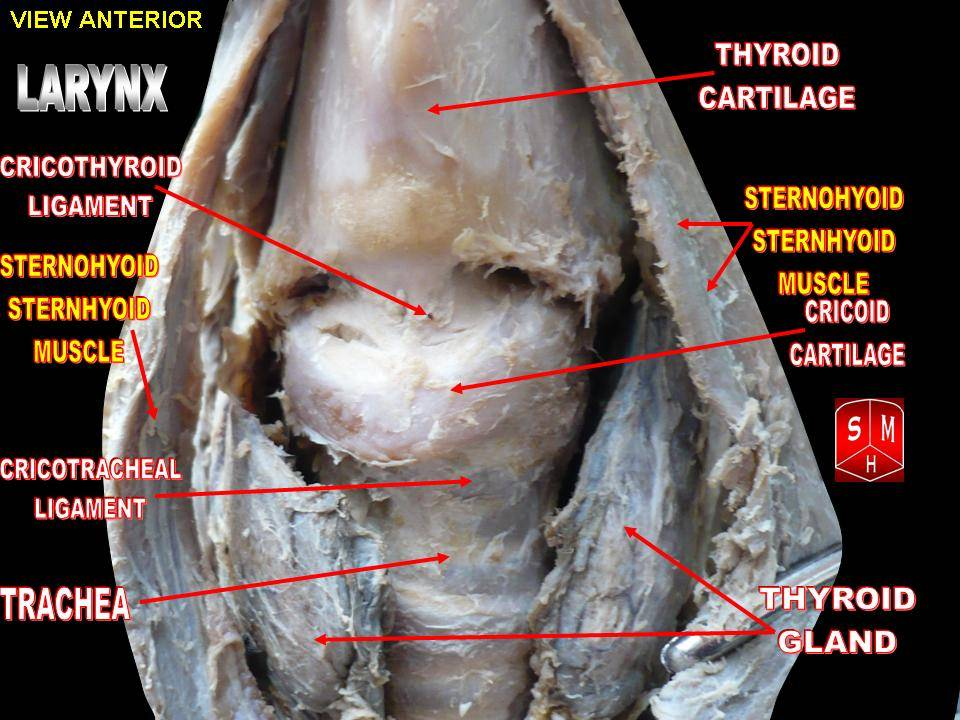
الغضروف الحلقي.
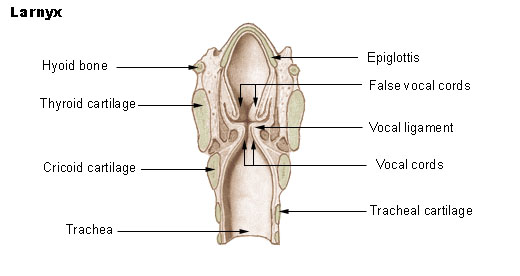
الحنجرة
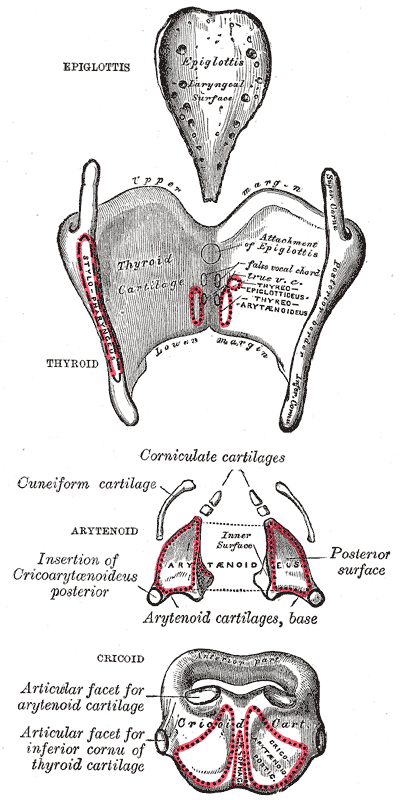
غضاريف الحنجرة، منظر خلفي.
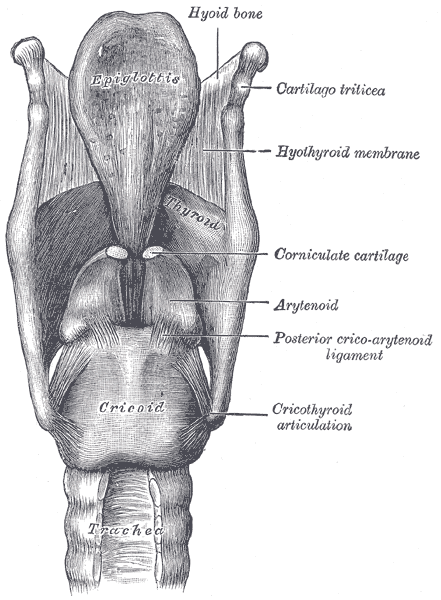
أربطة الحنجرة، منظر خلفي.
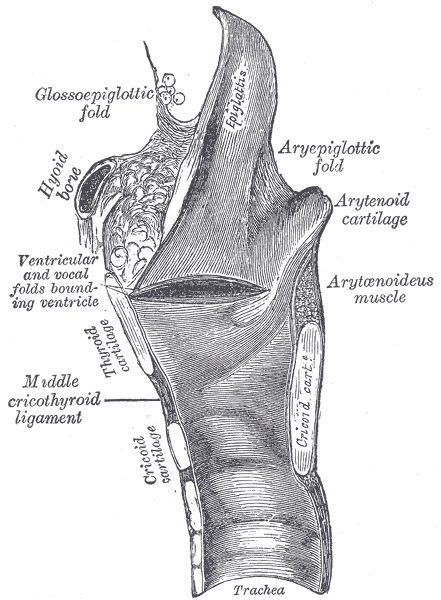
مقطع سهمي للحنجرة والجزء العلوي من القصبة الهوائية.
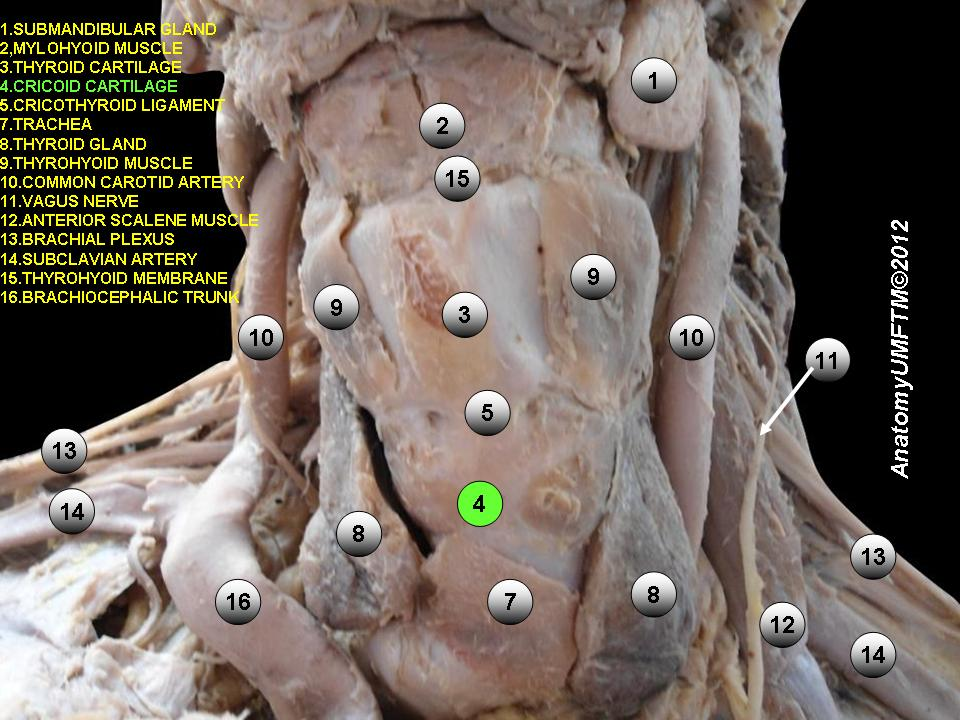
غضروف حلقي

## روابط خارجية
- Illustration at nda.ox.ac.uk
- شكل تشريحي: 32:04-06 على موقع مركز سوني دونستات الطبي (تشريح بشري عبر الإنترنت). - "Skeleton of the larynx."
- درسٌ تشريحي حول lesson11 مُعدٌ بواسطة ويسلي نورمان (جامعة جورجتاون). (larynxsagsect)